# Zwolsche Roei- en Zeilvereeniging
De Zwolsche Roei- en Zeilvereeniging (Z.R.Z.V.) is een watersportvereniging gevestigd in de Nederlandse stad Zwolle, aan de Westerveldse Kolk langs het Zwartewater. De Z.R.Z.V. biedt haar leden de mogelijkheid om te roeien en zeilen.

## Geschiedenis
De Z.R.Z.V. werd opgericht in 1887. Nog geen jaar na de oprichting telde de club 370 leden. In 1906 werden vrouwen voor het eerst toegelaten als lid. De vereniging begon als de Zwolsche Zeil- en Roeivereeniging, maar in 1930 werd de naam gewijzigd naar Zwolsche Roei- en Zeilvereeniging, omdat roeien de hoofdactiviteit werd.
Vanwege de aanleg van de A28 moest de vereniging in 1965 verhuizen van het Zwarte Water naar de Westerveldse Kolk. In 2004 werd een nieuw clubgebouw gerealiseerd. Sinds het voorjaar van 2005 beschikt de Z.R.Z.V. over een accommodatie aan de Westerveldse Kolk.

## Activiteiten en faciliteiten
De Z.R.Z.V. biedt activiteiten aan op het gebied van roeien en zeilen voor zowel recreanten als wedstrijdsporters. De vereniging heeft een jeugdafdeling en organiseert nationale en internationale evenementen en wedstrijden. Ook mensen met een lichamelijke of visuele beperking kunnen bij de Z.R.Z.V. terecht, er zijn diverse aanpassingen en hulpmiddelen beschikbaar, zoals aangepaste boten, een rolstoellift en een instap-glijplank.
De vereniging beschikt over een vloot bestaande uit meer dan tachtig boten, variërend van skiffs tot achten. 

## Bekende leden
De Z.R.Z.V. kent enkele bekende (ex-)leden van verdienste, die als roeiers succesvol waren op internationale wedstrijden en de Olympische Spelen.
- Adri Middag
- Ellen Meliesie
- Henk-Jan Zwolle
- Nico Rienks
- Ralf Rienks
- Rik Rienks